# Список Героїв Луганської Народної Республіки
У таблиці перераховані особи, удостоєні звання Героя «ЛНР». Таблиця складена на основі відкритих джерел, тому може бути неповною. Нагорода вручається з березня 2022 року.
Сірим кольором у таблиці виділено удостоєні звання посмертно. Інформація в таблиці може бути відсортована за ПІБ, військовою частиною/посадою чи професією, військовим званням, участю в війнах та датою присвоєння.

## Список
| ПІБ                                  | Військова частина/посада | Звання                 | Участь в війнах | Дата присвоєння | Примітки |
| ------------------------------------ | --- | ---------------------- | --- | --------------- | --- |
| Полуполтінних Володимир Сергійович   | командир 6-го окремого гвардійського козачого мотострілецького полку імені Матвія Платова | полковник              | Російсько-українська війна (з 2014) | 16 березня 2022 | |
| Кульчановський Микола Миколайович    | 6-й окремий мотострілецький козачий полк, командир танкової роти | капітан                | Російсько-українська війна (з 2014) | 16 березня 2022 | загинув в бою 26 квітня 2025 |
| Рижов Максим                         | 6-й окремий мотострілецький козачий полк, танкіст | рядовий                | Російсько-українська війна (з 2014) | 16 березня 2022 | |
| Корчагін Олексій Вікторович          | | майор                  | Російсько-українська війна (з 2014) | 17 квітня 2022  | |
| Чернухо Михайло Юрійович             | 4-та окрема мотострілецька бригада, командир відділення | сержант                | Російсько-українська війна (з 2014) | 27 червня 2022  | Загинув в бою 28 квітня 2022 поблизу смт. Новотошківське (29 років). |
| Черников Денис Ігорович              | заступник командира бригади, 4 ОМСБр | підполковник           | Російсько-українська війна (з 2014) | 27 червня 2022  | Загинув 23 травня 2023 року в бою на Бахмутському напрямку |
| Шаталін Євген Ігорович               | 4-та окрема мотострілецька бригада, заступник командира бригади з організації та ведення бойових дій | полковник              | Російсько-українська війна (з 2014) | 27 червня 2022  | |
| Скорий Андрій Михайлович             | виконувач обов'язків голови окупаційної адміністрації Лисичанська |                        | Російсько-українська війна (з 2014) | 18 липня 2022   | |
| Іванов Денис Євгенович               | 123-тя окрема мотострілецька бригада, командир | полковник              | Російсько-українська війна (з 2014) | 18 липня 2022   | Загинув у бою 17 липня 2023 року поблизу с. Ниркове |
| Даудов Магомед Хожахмедович          | голова парламенту Чечні | генерал-майор поліції  | Збройний конфлікт на Північному Кавказі Російсько-українська війна (з 2014)                                                                                      | 12 вересня 2022 | |
| Болотов Валерій Дмитрович            | перший голова проросійського терористичного формування «Луганська народна республіка» | старший сержант запасу | Війна на сході України | 15 вересня 2022 | 27 січня 2017 року помер від серцевого нападу у своїй квартирі в Москві. |
| Ципкалов Геннадій Миколайович        | голова «Ради міністрів ЛНР» |                        | Війна на сході України | 15 вересня 2022 | У вересні 2016 року окупаційною владою був заарештований в Луганську у справі про спробу здійснення державного перевороту. 24 вересня Ципкалова знайшли повішеним у камері, де він утримувався. За офіційною версією генпрокуратури «ЛНР» Ципкалов скоїв самогубство, і що причиною цього могло стало те, що він «усвідомив глибину своїх злочинних дій». |
| Кудрін Денис Іванович                | командир 3 моторілецького батальйону 2-ї ОМСБр | підполковник           | Російсько-українська війна (з 2014) | 15 вересня 2022 | Загинув 7 березня 2022 в боях за Кутузівку (39 років) |
| Горенко Сергій Сергійович            | генеральний прокурор «Луганської народної республіки» |                        | Російсько-українська війна (з 2014) | 19 вересня 2022 | Ліквідований 16 вересня 2022 року внаслідок спрацювання саморобного вибухового пристрою у будівлі прокуратури в Луганську. Разом із ним загинула його заступниця. |
| Карякін Олексій В'ячеславович        | 1-й Голова "парламенту" Луганської Народної Республіки |                        | Російсько-українська війна (з 2014) | 27 вересня 2022 | |
| Єлізаров Антон Олегович              | найманець ПВК Вагнера | капітан запасу         | Збройний конфлікт на Північному Кавказі Інтервенція Росії в Сирію Громадянська війна в Центральноафриканській Республіці Російське вторгнення в Україну (з 2022) | вересень 2022   | |
| Нагін Олексій Юрійович               | командир штурмового загону ПВК Вагнера |                        | Друга чеченська війна Російсько-грузинська війна (2008) Російсько-українська війна (з 2014) Інтервенція Росії в Сирію Друга громадянська війна у Лівії           | вересень 2022   | Загинув 20 вересня 2022 у боях за Бахмут. Також посмертно нагороджений званням Герой Російської Федерації. |
| Левшунов Сергій Миколайович          | ПВК Вагнера | найманець              | Російсько-українська війна (з 2014) | 7 жовтня 2022   | |
| Мірошник Олександр Володимирович     | батальйон «Август», командир | капітан                | Російсько-українська війна (з 2014) | 20 жовтня 2022  | Загинув 1 червня 2022 в бою поблизу села Боброве |
| Мартинкіян Олександр Павлович        | ПВК Вагнера | майор у відставці      | Інтервенція Росії в Сирію Російське вторгнення в Україну (з 2022)                                                                                                | жовтень 2022    | Загинув у бою 20 жовтня 2022 |
| Вололацький Віктор Петрович          | депутат Державної думи Російської Федерації V, VI, VII, VIII скликань. Член фракції «Єдина Росія», перший заступник голови комітету Держдуми у справах СНД, євразійської інтеграції та зв'язків із співвітчизниками, член Ради при Президентові РФ з міжнаціональних відносин, член Ради при Президентові РФ у справах козацтва. | козачий генерал        | Російське вторгнення в Україну (з 2022) | 2022            | |
| Уткін Дмитро Валерійович             | ПВК Вагнера, засновник | підполковник запасу    | Перша чеченська війна Друга чеченська війна Громадянська війна в Сирії Російсько-українська війна (з 2014)                                                       | 2022            | 23 серпня 2023 року загинув у авіакатастрофі під селом Куженкіно Тверської області Росії за участю бізнес-літака Embraer Legacy 600 (53 роки) |
| Стефановський Олександр Анатолійович | Батальйон «Зоря», командир розвідувальної роти |                        | Друга Чеченська війна Війна на сході України | лютий 2023      | загинув у бою 5 серпня 2014 в селі Вергунка, псевдо "Мангуст" |
| Крамер Григорій Фрідріхович          | Союз отаманів козачих громад Європи, ватажок | майор запасу           | Війна на сході України |                 | |
| Чумаров Артем Володимирович          | найманець ПВК «Вагнер» |                        | війна на сході України |                 | також нагороджений званням Герой Російської Федерації |